# Vinzier
Vinzier is een gemeente in het Franse departement Haute-Savoie (regio Auvergne-Rhône-Alpes) en telt 659 inwoners (1999). De plaats maakt deel uit van het arrondissement Thonon-les-Bains.

## Geografie
De oppervlakte van Vinzier bedraagt 6,5 km², de bevolkingsdichtheid is 101,4 inwoners per km².
De onderstaande kaart toont de ligging van Vinzier met de belangrijkste infrastructuur en aangrenzende gemeenten.

## Demografie
Onderstaande figuur toont het verloop van het inwonertal (bron: INSEE-tellingen).